# Les Forges (Vosges)
Les Forges é uma comuna francesa na região administrativa do Grande Leste, no departamento de Vosges. Estende-se por uma área de 7.14 km². Em 2010 a comuna tinha 1 919 habitantes (densidade: 268,8 hab./km²).